# ماجرای زندگی
ماجرای زندگی فیلمی به کارگردانی نصرت‌اله محتشم و نویسندگی علی زاهدی محصول سال ۱۳۳۳ است. تهیه کننده این فیلم (مهدی خالدی) در ابتدا کارگردانی این فیلم را به هوشنگ کاووسی سپرد. کاووسی اما فیلم را به اتمام نرساند و سرانجام نصرت‌الله محتشم کارگردانی فیلم را به عهده گرفت و آن را به پایان رساند.

## داستان
«صنایع دیوان» دختری به نام «لی لی» و برادرزاده‌ای به نام «زری» دارد...

## بازیگران
- ژاله در نقش لی‌لی
- علی محزون در نقش حمید
- فرح پناهی در نقش زری
- مرتضی حاج سید احمدی در نقش معاون حمید
- اکبر خواجوی
- جهانگیر پارساخو

## خوانندگان
- علی زاهدی
- فرح پناهی
- بانو فرح
- مصطفی پایان